# Sitosterolemia
Sitosterolemia, fitosterolemia (ang. sitosterolemia, phytosterolemia) – rzadka dziedziczona autosomalnie recesywnie lipidowa choroba metaboliczna. Cechuje się nadmierną absorpcją jelitową i zmniejszonym wydzielaniem z żółcią steroli zawartych w pokarmach, co prowadzi do hipercholesterolemii, rozwoju żółtaków, przedwczesnego rozwoju miażdżycy i nieprawidłowych wyników badań hematologicznych oraz wątrobowych. Schorzenie opisali jako pierwsi Bhattacharyya i Connor w 1974 roku u dwóch sióstr pochodzenia niemiecko-szwajcarskiego.

## Epidemiologia
Do tej pory opisano jedynie 45 przypadki tejże choroby, stąd choroba jest uznana za rzadką. Być może spora liczba pacjentów z hiperlipidemią jest niewłaściwie zdiagnozowana, więc odsetek chorych na sitosterolemię może być większy. Homozygotyczność i identyczne haplotypy identyfikowano u probantów pochodzących z niespokrewnionych rodzin, co sugeruje efekt założyciela w populacjach Amiszów/Mennonitów, Finów/Norwegów i Japończyków.

## Etiologia
Sitosterolemia spowodowana jest mutacjami w genach ABCG8 i ABCG5, z których oba znajdują się w locus 2p21. Geny te kodują transportery białkowe rodziny ABC.